# Raúl Florido
Raúl Florido (Vicente López, Argentina, 23 de enero de 1939-18 de agosto de 2013), fue un actor argentino.

## Biografía
Estudió en el Colegio Nacional Otto Krause donde obtuvo el título de Técnico Químico. Inició luego la carrera de Ingeniería Química en la UBA (Universidad de Buenos Aires), a la vez que comenzó a desempeñarse en el laboratorio Químico de la entonces empresa del estado SEGBA.
Inclinado hacia las artes, sobre todo a la actuación, a los veinte años ganó el concurso Organizado por el programa radiofónico Diario del Cine, de Chas de Cruz. El premio consistía en un rol en el film de Fernando Ayala Sábado a la noche, cine, de 1960.
Continuó su labor en la empresa SEGBA hasta que en 1975, y respondiendo a la que era su verdadera vocación, renunció para dedicarse a la actividad artística, actuando no solo como intérprete sino también como asistente de escenografía del rubro Olivo-Marchegiani, con el que siempre colaboró hasta 1990.
A partir de entonces se dedicó solamente, en calidad de intérprete, en cine, teatro, televisión y radio, con esporádicos desempeños como escenógrafo cinematográfico.
Debido a problemas de salud, a partir del 2005 abandonó la actuación, dedicándose a su taller de teatro, fundado en los años noventa.
Raúl falleció en Buenos Aires el 18 de agosto de 2013, a los setenta y cuatro años, como consecuencia de las complicaciones de una EPOC que padecía desde años atrás.

## Actor
- Sábado a la noche, cine, de Fernando Ayala, 1960.
- La guerra del cerdo, de Leopoldo Torre Nilsson, 1975 (también fue asistente de escenografía).
- La casa de las sombras, de Ricardo Wullicher. 1976.
- La nueva cigarra, de Fernando Siro, 1977.
- El soltero, de Carlos Borcosque (hijo), 1977.
- La guerra de los sostenes, 1977.
- Un toque diferente, de Hugo Sofovich, 1977.
- Hay que parar la delantera, de Gerardo Sofovich, 1977.
- Basta de mujeres.
- Un idilio de estación, de Aníbal Uset. 1978.
- Con mi mujer no puedo, 1978.
- ...Y mañana serán hombres, de Carlos Borcosque (hijo), 1979.
- Las muñecas que hacen ¡pum!, 1979.
- Los drogadictos, de Enrique Carreras, 1979.
- Hotel de señoritas, de Enrique Dawi, 1979.
- La aventura de los paraguas asesinos, 1979
- La noche viene movida, de Gerardo Sofovich, 1980.
- Comandos azules en acción, 1980.
- ¡Qué linda es mi familia!, 1980.
- Frutilla, 1980.
- Tiro al aire, 1980.
- Los Parchís contra el inventor invisible, de Mario Sabato (como el cocinero). 1981.
- Cosa de locos, de Enrique Dawi. 1981.
- El poder de la censura, 1983.
- Bairoletto, la aventura de un rebelde, de Atilio Polverini. 1985 (como el Comisario Santamarina).
- Pobre mariposa, de Raúl de la Torre. 1985.
- El hombre de la deuda externa, de Pablo Olivo. 1986.
- Color escondido
- Conviviendo con la muerte (inédito). 1988.
- Serie Los bañeros (tres films), de Carlos Gallettini, 1987, 1988, 1989.
- La ciudad oculta, 1989.
- La amiga, (con Liv Ullmann) 1989.
- Apartment Zero de Martin Donovan. 1989.
- “Serie Exterminators. H Films. 1989, 1990, 1991, 1992 (en esta última como escenógrafo).
- Charly, días de sangre, 1990
- La versión de Marcial (Corto), de Daniel Bohm, 1991.
- Grande, pá!, 1991.
- “Eva Perón”, de Juan Carlos DeSanzo, 1996.
- Solo un ángel, 2005.

## Escenógrafo
- Exterminators II. La venganza del Dragón, 1990.

- Al filo de la ley, de Juan Carlos DeSanzo, 1992.

## En obras de teatro
- Una pasión arrabalera, de Roberto Habegger. Teatro del Globo. 1977.

- La zarzuela se viste de gala. Dirección: Sofía de Rey. Teatro Cómico y del Globo. 1978.

- Vivamos un sueño, de Sacha Guitry. Dirección: Alberto Clasas. Teatro del Globo. 1980.

- El último pasaje, de Marisé Monteiro. Dirección: Santangelo. Teatro de la Universidad de Belgrano. 1981.

- La noche de los sinvergüenzas, de Abel Santa Cruz. Dirección: Diana Álvarez. Teatro Hermitage. Mar del Plata.

- Corrupción en el Palacio de Justicia, de Ugo Betti. Dirección: Wagner Mautone. Teatro del Globo. 1983.

- La quinta está que arde, de Araceli y Rey. Dirección: Santiago Doria. Teatro Hermitage. Mar del Plata. 1985.

## Televisión
Desde 1975 hasta 1998 realizó múltiples pequeñas apariciones en distintos programas en vivo y grabados.
- 1980 Trampa para un soñador (Serie) de Luis Gayo Paz. Dirección: Oscar Bertotto. Rol: Dr. Guzmán.

- Un idilio de estación (Canal 7) de Ricardo Guiráldez, basada en su obra Rosaura. Dirección Aníbal Uset.

- El pulpo negro de Narciso Ibáñez Menta. Dirección: Martha Reguera. Canal 9. 1985

- Ceremonia secreta de Marco Denevi. Dirección: Martha Reguera. Canal 13.

- Ciencia y conciencia. Dirección: Ricardo Wullicher. Canal 13. 1987.

- El precio del poder, con Rodolfo Beban, Olga Zubarry (como General Tirone).

- Mujercitas con Carina Zampini, Viviana Saccone, Juan Darthes (como Director del hospital).

- Ricos y famosos. Serie con Oscar Ferreiro, Elizabeth Killian, Antonio Grimau, Cecilia Maresca, Natalia Oreiro, Diego Ramos,                                                                                                                                                                Graciela Pal y elenco. Dirección: Hugo Moser (como “Fermín”). Actuó durante los dos años que se transmitió la serie 1997 – 1998. Canal 9.

## Radiofonía
Entre 1994 y hasta 2003 condujo junto con Antonio Ferrari el programa Paseando por Italia, transmitido por Radio Nacional y Radio Cultura. Obtuvo varios premios Faro de Oro y Gaviota de Oro (siete en total).

## Taller de Teatro
A comienzos de los años 90 abrió un Taller de teatro en Vicente López. El taller funcionó en el Colegio Santa Teresita de Olivos, luego en la Cámara Empresaria de Vicente López y más tarde en el Automóvil Club de Vicente López. En 1998 llegó a contar más de 30 alumnos, representando en las muestras de fin de año obras de autores Argentinos como Griselda Gambaro o Roberto Cossa, además de dos piezas de su auditoría.
Al mudarse a Capital Federal y hasta 2011 el taller funcionó en la Casa Balear de Buenos Aires, en el barrio de Boedo.

## Obras Teatrales de su Autoría
- De solos y solas, hacia 1990.

- Buscando a Federico, 2005.